# Phronima dunbari
Phronima dunbari is een vlokreeftensoort uit de familie van de Phronimidae. De wetenschappelijke naam van de soort is voor het eerst geldig gepubliceerd in 1991 door Shih.